# Il fuoco della giustizia
Il fuoco della giustizia (Forsaken) è un film del 2015 diretto da Jon Cassar.

## Trama
John Henry, un pistolero dal passato torbido, fa ritorno nella città natale con la speranza di ricucire il rapporto con il padre. Scopre così che la comunità è vittima di una banda locale, che terrorizza tutti quanti. Senza aver mai abbandonato la sua pistola e la nomea di impavido assassino, John Henry è l'unico che potrà fermarla.